# Holttumochloinae
Holttumochloinae A.Camus, 1924 è una sottotribù di  bambù appartenente alla famiglia delle Poacee (sottofamiglia Bambusoideae).

## Etimologia
l nome della sottotribù deriva dal suo genere tipo Holttumochloa K. M. Wong il cui nome è stato dato in onore del botanico inglese Richard Eric Holttum (1895 - 1990). 
Il nome scientifico della sottotribù è stato definito dalla botanica francese, specializzata nello studio delle orchidee, Aimée Antoinette Camus (1879 – 1965) nella pubblicazione "Comptes Rendus Hebdomadaires des Séances de l'Academie des Sciences. Paris" (179: 480.) del 1924.

## Descrizione

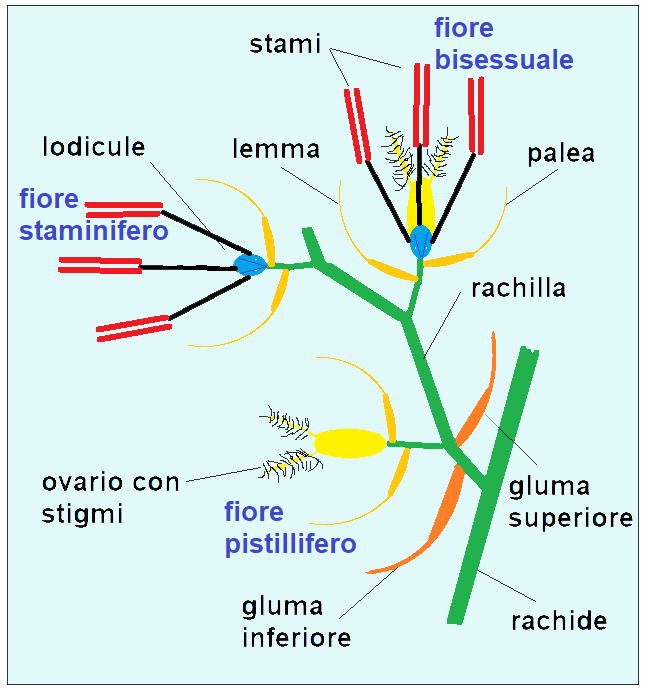
Spighetta generica con tre fiori diversi

Il portamento delle specie di questa sottotribù è arbustivo cespitoso con culmi legnosi eretti, suberetti o arrampicanti. Altezza massima dei culmi 5 metri (Holttumochloa). Le radici in genere sono del tipo fascicolato derivate da corti rizomi pachimorfi. I rami laterali per ogni nodo sono numerosi. I nodi sono leggermente gonfi. Gli internodi sono affusolati (in Kinabaluchloa gli internodi sono lunghi fino a 1,5 metri).
Le foglie lungo il culmo sono disposte in modo alterno, sono distiche e si originano dai vari nodi. Sono composte da una guaina, una ligula e una lamina. Le venature sono parallelinervie (quelle trasversali sono poco visibili). 
- Foglie del culmo: le foglie del culmo hanno dei padiglioni auricolari fimbriati (in Nianhochloa sono assenti); le lamine sono riflesse con forme lanceolate-strette o triangolari. Le guaine sono ispide con peli colore marrone scuro. In Nianhochloa le foglie sono presto decidue.
- Foglie del fogliame: il fogliame può, oppure no, avere dei padiglioni auricolari. La ligula è membranosa e sfrangiata. le forme sono da obovate a oblunghe.
- Infiorescenza principale (sinfiorescenza o semplicemente spiga): le infiorescenze sono lineari o agglomerate ai nodi e sono sottese da una a tre brattee sterili e da una o due brattee con delle gemme nelle loro ascelle. Sono presenti delle pseudospighette.
- Infiorescenza secondaria (o spighetta): le spighette, compresse lateralmente con forme lanceolate, sono formate da 1 - 5 fiori sottesi da due brattee chiamate glume (inferiore e superiore). I fiori distali sono ridotti. Alla base di ogni fiore sono presenti due brattee: la palea e il lemma. Le palee sono percorse da 10 - 16 venature longitudinali e gli apici possono essere dentati. I lemmi hanno delle forme lanceolate con apici apicolati. A maturità la disarticolazione avviene al di sotto di ogni fiore fertile.

I fiori fertili sono attinomorfi formati da 3 verticilli: perianzio ridotto, androceo  e gineceo.
- Formula fiorale:[5]

- , P 2, A (1-)3(-6), G (2–3) supero, cariosside.

- Il perianzio è ridotto e formato da tre lodicule, delle squame, poco visibili (forse relitto di un verticillo di 3 sepali).
- L'androceo è composto da 6 stami ognuno con un breve filamento libero, una antera e due teche. Le antere sono basifisse con deiscenza laterale. Il polline è monoporato.
- Il gineceo è composto da 3-(2) carpelli connati formanti un ovario supero. L'ovario, con apice pubescente, ha un solo loculo con un solo ovulo subapicale (o quasi basale). L'ovulo è anfitropo e semianatropo e tenuinucellato o crassinucellato. Lo stilo, breve, è unico con tre stigmi sessili e piumosi.

I frutti sono del tipo cariosside, ossia sono dei piccoli chicchi indeiscenti, ovoidali o subglobosi (appiattiti su un lato), nei quali il pericarpo è formato da una sottile parete che circonda il singolo seme. In particolare il pericarpo, carnoso e succulento, è fuso al seme ed è aderente. L'endocarpo non è indurito e l'ilo è lungo e lineare. L'embrione è provvisto di epiblasto. I margini embrionali della foglia si sovrappongono. La fessura scutellare è assente.

## Biologia
In generale nelle erbe delle Poaceae la fecondazione avviene fondamentalmente tramite l'impollinazione dei fiori per via  anemogama. Gli stigmi piumosi sono una caratteristica importante per catturare meglio il polline aereo.
I semi cadendo a terra, dopo aver eventualmente percorso alcuni metri a causa del vento (dispersione anemocora) sono dispersi soprattutto da insetti tipo formiche (mirmecoria).

## Distribuzione e habitat
Le specie di questa sottotribù sono presenti in Indocina, in Cina meridionale (Hainan), nella penisola Malese e nel Borneo.

## Tassonomia
La famiglia delle Poacee comprende circa 800 generi e oltre 9.000 specie. È una delle famiglie più numerose e più importanti del gruppo delle monocotiledoni. La famiglia è suddivisa in 12 sottofamiglie, la sottotribù Holttumochloinae fa parte della sottofamiglia Bambusoideae, tribù Bambuseae.

### Generi
La sottotribù si compone di 3 generi e 7 specie:
- Holttumochloa K.M.Wong (4 spp.)
- Kinabaluchloa K.M.Wong (2 spp.)
- Nianhochloa H.N.Nguyen & V.T.Tran (1 sp.)

### Filogenesi
La sottotribù Holttumochloinae, insieme ad alcune altre sottotribù della tribù Bambuseae (Bambusinae, Greslaniinae, Dinochloinae, Hickeliinae, Melocanninae, Racemobambosinae e Temburongiinae) è descritta all'interno del "clade paleotropicale". Buona parte delle specie di questo gruppo sono esaploidi o superiori con una storia poliploide che coinvolge antenati che erano strettamente legati all'antenato delle Arundinarieae (la tribù "basale" della sottofamiglia Bambusoideae).  All'interno della sottotribù Holttumochloa e Kinabaluchloa in base alla filogenesi molecolare risultano formare un "gruppo fratello". La sottotribù di questa voce, all'interno della tribù Bambuseae risulta "gruppo fratello" della sottotribù Bambusinae.
La definizione di questa sottotribù è relativamente recente; in precedenza i suoi membri erano inclusi all'interno del clade "HK" nella sottotribù Bambusinae.
Sinapomorfie relative ai singoli generi:
- Holttumochloa: le palee sono percorse da 10 venature longitudinali.
- Kinabaluchloa: le palee sono percorse da 10 - 16 venature longitudinali.